# Otto Modersohn
Otto Modersohn (født 22. februar 1865 i Soest, død 10. marts 1943 Rotenburg, Wümme) var en tysk maler.
Han var elev af Düsseldorf-akademiet, af Hermann Baisch i Karlsruhe og studerede senere i Berlin under Eugen Bracht. Kunstnerlivet i Worpswedemalerkolonien gav ham dog de vigtigste impulser. Mange af Modersohns værker er kommet til offentlige tyske samlinger; også museum i Prag ejer et billede af ham, Moselandskab fra 1901.